# Teknologisk Institut
Teknologisk Institut er en dansk selvejende institution, der har status som Godkendt Teknologisk Serviceinstitut (GTS). Instituttet har været i drift i over 100 år.

## Formål og aktiviteter
Teknologisk Institut har som hovedformål at udvikle, anvende og formidle forsknings- og teknologibaseret viden til gavn for det danske erhvervsliv. Det sker blandt andet gennem udviklingsprojekter i samarbejde med uddannelsesinstitutioner i Danmark og udlandet, gennem rådgivning og standardiseringer. Teknologisk Institut betragter det som sin vigtigste opgave at sikre, at ny viden og teknologi hurtigt kan omsættes til værdi for kunderne i form af nye eller forbedrede produkter, materialer, processer, metoder og organisationsformer. Instituttet samarbejder med eksisterende og nye virksomheder enkeltvis og i grupper om teknologisk og ledelsesmæssig fornyelse og effektivisering, såvel bredt som på avancerede områder.[kilde mangler]
Dansk Teknologisk Institut blev etableret i København i 1906 og fusionerede siden med en række andre mindre institutter, bl.a. Jysk Teknologisk Institut i 1990. Navnet var frem til 1999 Dansk Teknologisk Institut. Instituttets aktiviteter er opdelt i divisioner, der beskæftiger sig med en lang række områder inden for bl.a. byggeri, klima og energi, robotteknologi, erhvervsudvikling, transport og logistik, fødevarer, slagteriteknologi og landbrug m.v. Derudover har Instituttet en stor kursusaktivitet, der henvender sig til såvel offentlige som private virksomheder. Desuden ejer Teknologisk Institut datterselskabet Danfysik A/S, som udvikler og producerer højteknologisk partikelaccelerator-udstyr til anvendelse indenfor forskning, healthcare og industri.[kilde mangler]
Instituttet fungerer på markedsvilkår, og finansieres således primært af de mere end 12.000 unikke virksomheder, som bruger instituttet. En mindre del af omsætningen udgøres dog af resultatkontrakter med Videnskabsministeriet. I 2018 omsatte Teknologisk Institut for 1.122 mio. kr. og beskæftigede godt 1.100 ansatte (årsværk). Hovedkontoret er beliggende i Taastrup, mens der er afdelinger i Århus, Odense, Skejby og Sønder Stenderup ved Kolding. Teknologisk Institut har desuden datterselskaber eller afdelinger i Sverige og Spanien.[kilde mangler]
Dronning Margrethe er protektor for instituttet.